# Carl Philipp Emanuel Bach
Carl Philipp Emanuel Bach (n. 8 martie 1714, Weimar, Saxa-Weimar – d. 14 decembrie 1788, Hamburg, Sfântul Imperiu Roman) a fost un compozitor și clavecinist german, fiul compozitorului Johann Sebastian Bach.
A fost creatorul stilului modern de sonată, adoptat de Haydn și de Mozart, preluat și apoi perfecționat de Beethoven.
A compus două volume de sonate pentru clavecin, instrumentul lui preferat.